# Franco Piavoli
Franco Piavoli (né le 21 juin 1933 à Pozzolengo dans la province de Brescia, en Lombardie) est un réalisateur  de cinéma italien.
Son œuvre est principalement documentaire (courts et longs métrages).

## Filmographie

### Longs métrages
- 1981 : Il pianeta azzurro
- 1990 : Nostos: Il ritorno (it)
- 1996 : Voci nel tempo (it)
- 2002 : Al primo soffio di vento (it)

### Courts métrages
- 1954 : Ambulatorio
- 1959 : Sul lago di Garda
- 1961 : Le stagioni
- 1962 : Domenico sera
- 1963 : Emigranti
- 1964 : Evasi
- 1986 : Lucidi inganni
- 1987 à la télévision: Il parco del Mincio
- 2002 : Paesaggi e figure
- 2004 : Affettuosa presenza
- 2007 : Lo zebù e la stella
- 2011 : Là dove scorre il Mincio
- 2012 : Frammenti
- 2013 : Venice 70 : Future reloaded
- 2016 : Festa